# Acción - Italia Viva
Acción - Italia Viva (en italiano: Azione - Italia Viva, abreviado Az-IV), conocida informalmente como el Tercer Polo (Terzo Polo), es una lista electoral liberal, proeuropea y centrista que se presentó a las elecciones generales de Italia de 2022. La lista está liderada por Carlo Calenda.

## Historia
Tras la dimisión de Mario Draghi como Presidente del Consejo de Ministros de Italia y la convocatoria de elecciones anticipadas, el partido Acción (Az) de Carlo Calenda firmó el 2 de agosto una alianza con el Partido Democrático (PD) de Enrico Letta, cabeza de la coalición de centroizquierda.
El 6 de agosto, el PD firmó otro pacto con la Alianza Verdes e Izquierda (AVS), una lista ecosocialista formada por Europa Verde (EV) e Izquierda Italiana (SI), que nunca apoyó al Gobierno Draghi, lo que provocó tensiones entre Letta y Calenda. Este último, firme partidario del liberalismo económico y de la energía nuclear, consideraba imposible una coalición entre su propio partido y la alianza rojiverde. El 7 de agosto, Calenda rompió la alianza con el PD. El 11 de agosto, Italia Viva (IV) de Matteo Renzi y Acción firmaron un acuerdo para crear una alianza centrista liderada por Calenda, utilizando el símbolo de IV para evitar la recogida de firmas para el partido de Calenda. Los sondeos de principios de agosto mostraban que la formación del Tercer Polo no tendría influencia en las circunscripciones uninominales, pero podría costar votos a la coalición de centro-izquierda en algunos distritos competitivos.
A pesar de la destitución de Draghi, Calenda y Renzi afirmaron que presionarían para que Draghi siguiera siendo primer ministro, en caso de que ganaran suficientes escaños. También hicieron una campaña a favor de la energía nuclear y de la regasificación como soluciones para la actual crisis energética. En las elecciones generales del 25 de septiembre, el Tercer Polo obtuvo 21 escaños en la Cámara de Diputados y 9 en el Senado de la República, habiendo obtenido alrededor del 8% de votos.
El 3 de octubre, Calenda anunció que los dos partidos formarán un grupo parlamentario conjunto e iniciarán una federación entre los dos movimientos.

## Composición
| Partidos | Partidos                                    | Ideología principal  | Líderes                      |
| -------- | ------------------------------------------- | -------------------- | ---------------------------- |
|          | Acción (Az)                                 | Liberalismo          | Carlo Calenda                |
|          | Italia Viva (IV)                            | Liberalismo          | Matteo Renzi                 |
|          | Partido Republicano Italiano (PRI)          | Mazzinianismo        | Corrado De Rinaldis Saponaro |
|          | Juntos                                      | Popularismo          | Stefano Zamagni              |
|          | Buena Derecha (BD)                          | Liberalismo          | Filippo Rossi                |
|          | Socialdemócratas (SD)                       | Socialdemocracia     | Umberto Costi                |
|          | Alianza Liberaldemocratica por Italia (ALI) | Liberalismo          | Flavio Pasotti               |
|          | Democracia Cristiana (DC)                   | Democracia cristiana | Renato Grassi                |

### Movimientos regionales
| Partidos | Partidos                           | Región  | Ideología principal | Líderes         |
| -------- | ---------------------------------- | ------- | ------------------- | --------------- |
|          | Apulia Popular (PP)                | Apulia  | Popularismo         | Massimo Cassano |
|          | Partido Socialista Siciliano (PSS) | Sicilia | Socialdemocracia    | Antonio Matasso |

## Resultados electorales

### Parlamento italiano
| Cámara de Diputados |           |      |         |     |               |
| Año de la elección  | Votos     | %    | Escaños | +/– | Líder         |
| 2022                | 2.186.669 | 7,79 | 21/400  | –   | Carlo Calenda |

| Senado de la República |           |      |         |     |               |
| Año de la elección     | Votos     | %    | Escaños | +/– | Líder         |
| 2022                   | 2.131.310 | 7,73 | 9/200   | –   | Carlo Calenda |

## Logotipo
El logotipo consta de un círculo que se divide en dos partes: la de arriba, de color azul oscuro, contiene los símbolos de Acción e Italia Viva colocados lado a lado; en la inferior, de color blanco, se encuentra la inscripción en letras mayúsculas "CALENDA", en azul oscuro, por debajo de la cual está el logotipo de Renovar Europa.